# Моара Моканулуј (Арђеш)
Моара Моканулуј (рум. Moara Mocanului) насеље је у Румунији у округу Арђеш у општини Леордени. Oпштина се налази на надморској висини од 216 m.

## Становништво
Према подацима из 2002. године у насељу је живело 187 становника, од којих су сви румунске националности.